# Królowe Obojga Sycylii
Królowe Obojga Sycylii
| # | Imię                     |  | Urodzona                      | Zmarła                     | Czas rządów | Rodzice |
| - | ------------------------ |  | ----------------------------- | -------------------------- | ----------- | --- |
| 1 | Maria Karolina Habsburg  |  | 13 sierpnia 1752 Wiedeń       | 8 września 1814 Wiedeń     | 1768-1814   | Franciszek I Lotaryński (1708-1765), cesarz Świętego Cesarstwa Rzymskiego Narodu Niemieckiego Maria Teresa Habsburg (1717-1780), c. Karola VI Habsburga, cesarza Świętego Imperium Rzymskiego    |
| 2 | Maria Izabela Burbon     |  | 6 lipca 1789 Madryt           | 13 września 1848 Portici   | 1825-1838   | Karol IV Hiszpański (1748-1819), król Hiszpanii Maria Ludwika Burbon-Parmeńska (1751-1819), c. Filipa I Burbona, księcia Parmy                                                                   |
| 3 | Maria Krystyna Sabaudzka |  | 14 listopada 1812 Cagliari    | 21 stycznia 1836 Neapol    | 1832-1836   | Wiktor Emanuel (1759-1824), król Sardynii Maria Teresa Habsburg-Este (1817-1885), c. Franciszka IV, księcia Modeny, Reggio, Mirandoli, Massy, Carrary, arcyksięcia, księcia Węgier i Bohemii     |
| 4 | Maria Teresa Habsburg    |  | 31 lipca 1816 Wiedeń          | 8 sierpnia 1867 Albano     | 1832-1859   | Karol Ludwik Habsburg (1771-1847), arcyskiążę Austrii, Namiestnik Niderlandów Austriackich Henrietta Nassau-Weilburg (1797-1829), c. Fryderyka Wilhelma Nassau-Weilburg, księcia Nassau-Weilburg |
| 5 | Maria Zofia Bawarska     |  | 5 października 1841 Monachium | 19 stycznia 1925 Monachium | 1859-1860   | Maksymilian Józef Bawarski (1808-1888), książę Bawarii Ludwika Wilhelmina Wittelsbach (1808-1892), c. Maksymiliana I Józefa, króla Bawarii                                                       |